# Долна Сеч
Долна Сеч (слч. Dolná Seč) насељено је мјесто са административним статусом сеоске општине (слч. obec) у округу Љевице, у Њитранском крају, Словачка Република.

## Становништво
| Година:    | 1994. | 2004.   | 2014.   | 2024.    |
| ---------- | ----- | ------- | ------- | -------- |
| Број људи: | 420   | 446     | 454     | 566      |
| Разлика:   |       | +6,19 % | +1,79 % | +24,66 % |

| Година:    | 2023. | 2024.   |
| ---------- | ----- | ------- |
| Број људи: | 558   | 566     |
| Разлика:   |       | +1,43 % |

Према подацима о броју становника из 2011. године насеље је имало 428 становника.